# 캐릭터 생성
캐릭터 생성 또는 캐릭터 디자인은 롤플레잉 게임에서 플레이어 캐릭터를 정의하는 프로세스이다. 캐릭터 생성 결과는 캐릭터 시트에 기록되는 직접적인 성격화이다. 여기에는 특정 게임 메커니즘 측면에서 캐릭터의 신체적, 정신적, 심리적, 사회적 속성과 기술에 대한 표현이 포함될 수 있다. 또한 캐릭터의 외모, 성격, 개인 뒷이야기("배경") 및 소유물에 대한 비공식적 설명이 포함될 수도 있다. 판타지 설정의 게임에는 인종, 계급, 종과 같은 특성이 포함될 수 있다. 캐릭터 생성은 게임을 준비하기 위해 플레이어(게임마스터가 아닌)가 취하는 첫 번째 단계이다.